# Christijan Albers
Christijan Albers (Eindhoven Países Bajos, 16 de abril de 1979) es un piloto neerlandés de automovilismo. Participó en Fórmula 3000 Internacional, Fórmula 1 y DTM, entre otras.

## Carrera
Albers se inició en los karts a temprana edad, obteniendo el campeonato nacional danés de la disciplina en 1997.  En ese mismo año, también se coronó campeón en Fórmula Ford 1800 en Países Bajos y Bélgica, y participó en la serie Renault Mégane.
En 1998, pasó al Campeonato de Alemania de Fórmula 3, categoría en la que obtuvo el campeonato de 1999 tras triunfar en 6 carreras y obtener 6 posiciones de cuerda. Al siguiente año, Albers participó en el campeonato internacional de Fórmula 3000, así como también en Fórmula europea.

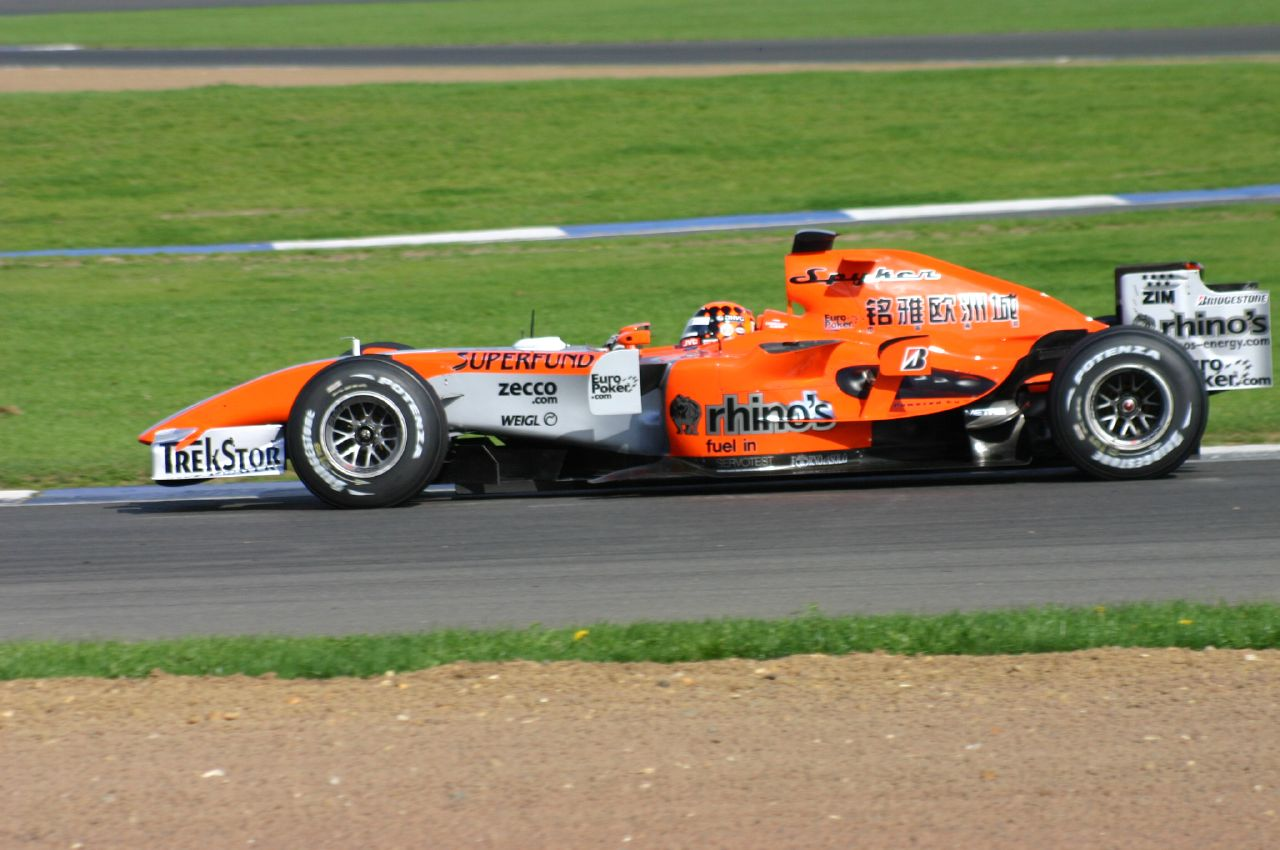
Christijan Albers sobre el Spyker M16 (2006).

En el año 2001, Albers participó en el Deutsche Tourenwagen Masters, categoría en la que obtuvo el subcampeonato tras lograr 4 victorias en el año 2003, siendo el piloto neerlandés más exitoso en esta categoría. Al mismo tiempo, desarrolló actividades como piloto de pruebas de la escudería Minardi de Fórmula 1, y pilotó el biplaza del equipo utilizado para fines promocionales. En noviembre de 2004, el piloto obtuvo el mejor registro en las pruebas de Misano di Gera d'Adda, a pesar de realizar tan solo 20 vueltas.
Albers fue confirmado para la temporada 2005 de Fórmula 1 como piloto titular de Minardi. No obstante, no logró resultados de relevancia en las primeras carreras del año. Al finalizar la temporada, en la que logró cuatro puntos gracias al "simulacro" de GP de Estados Unidos, Albers fue confirmado como piloto principal de MF1 Racing. No tuvo fortuna y no pudo repetir la hazaña de puntuar con uno de los peores monoplazas de la parrilla, aunque rozó la hazaña al terminar 10.º en el GP de Hungría.
Para la temporada 2007 de Fórmula 1, fue confirmado piloto oficial del equipo Spyker F1 Team, junto a su compañero de equipo Adrian Sutil; y una vez más le toca bregar con el peor monoplaza. Su mejor resultado aquel año fue un 14.º puesto. Tras el impago de su patrocinador, dejó de correr con esta escudería, haciendo su último GP en Silverstone.
Tras dejar Fórmula 1, Albers regresó al DTM en 2008 y también participó en las Le Mans Series. Posteriormente compite en carreras de resistencia.
En julio de 2014, es nombrado jefe de equipo de Caterham.

## Resultados

### Fórmula 1
(Clave) (negrita indica pole position) (cursiva indica vuelta rápida)

| Año     | Escudería                   | 1       | 2       | 3      | 4       | 5       | 6       | 7      | 8       | 9       | 10      | 11     | 12      | 13     | 14      | 15     | 16     | 17      | 18     | 19     | Pos. | Puntos |
| ------- | --------------------------- | ------- | ------- | ------ | ------- | ------- | ------- | ------ | ------- | ------- | ------- | ------ | ------- | ------ | ------- | ------ | ------ | ------- | ------ | ------ | ---- | ------ |
| 2005    | Minardi F1 Team             | AUS Ret | MYS 13  | BHR 13 | SMR Ret | ESP Ret | MON 14  | EUR 17 | CAN 11  | USA 5   | FRA 11  | GBR 18 | GER 13  | HUN 10 | TUR Ret | ITA 19 | BEL 12 | BRA 14  | JPN 16 | CHN 16 | 19.º | 4      |
| 2006    | MF1 Racing                  | BHR Ret | MYS 12  | AUS 11 | SMR Ret | EUR 13  | ESP Ret | MON 12 | GBR 15  | CAN Ret | USA Ret | FRA 15 | GER DSQ | HUN 10 | TUR Ret |        |        |         |        |        | 22.º | 0      |
| 2006    | Spyker MF1 Team             |         |         |        |         |         |         |        |         |         |         |        |         |        |         | ITA 17 | CHN 15 | JPN Ret | BRA 14 |        | 22.º | 0      |
| 2007    | Etihad Aldar Spyker F1 Team | AUS Ret | MYS Ret | BHR 14 | ESP 14  | MON 19  | CAN Ret | USA 15 | FRA Ret | GBR 15  | EUR     | HUN    | TUR     | ITA    | BEL     | JPN    | CHN    | BRA     |        |        | 25.º | 0      |
| Fuente: |                             |         |         |        |         |         |         |        |         |         |         |        |         |        |         |        |        |         |        |        |      |        |

### Campeonato Mundial de Resistencia de la FIA
(Clave) (negrita indica pole position) (cursiva indica vuelta rápida)

| Año  | Escudería | Clase | Automóvil                | 1   | 2   | 3   | 4   | 5   | 6   | 7   | 8   | Pos. | Puntos | Ref.   |
| ---- | --------- | ----- | ------------------------ | --- | --- | --- | --- | --- | --- | --- | --- | ---- | ------ | ------ |
| 2012 | Lotus     | LMP2  | Lola B12/80-Lotus (Judd) | SEB | SPA | LMS | SIL | SÃO | BHR | FUJ | SHA | 87.º | 0.5    | [ 10 ] |
| 2012 | Lotus     | LMP2  | Lola B12/80-Lotus (Judd) | 19  |     |     |     |     |     |     |     | 87.º | 0.5    | [ 10 ] |